# Простое сердце (повесть)
«Простое сердце» (фр. Un cœur simple), в русской традиции также «Простая душа» — повесть (новелла) французского писателя Гюстава Флобера, входящая в его сборник «Три повести» (1877) и единственная из них, чьё действие происходит в современности. Первоначально была издана в 1877 году в журнале, а 24 апреля того же года — в издательстве Жоржа Шарпантье.

## История создания и публикации

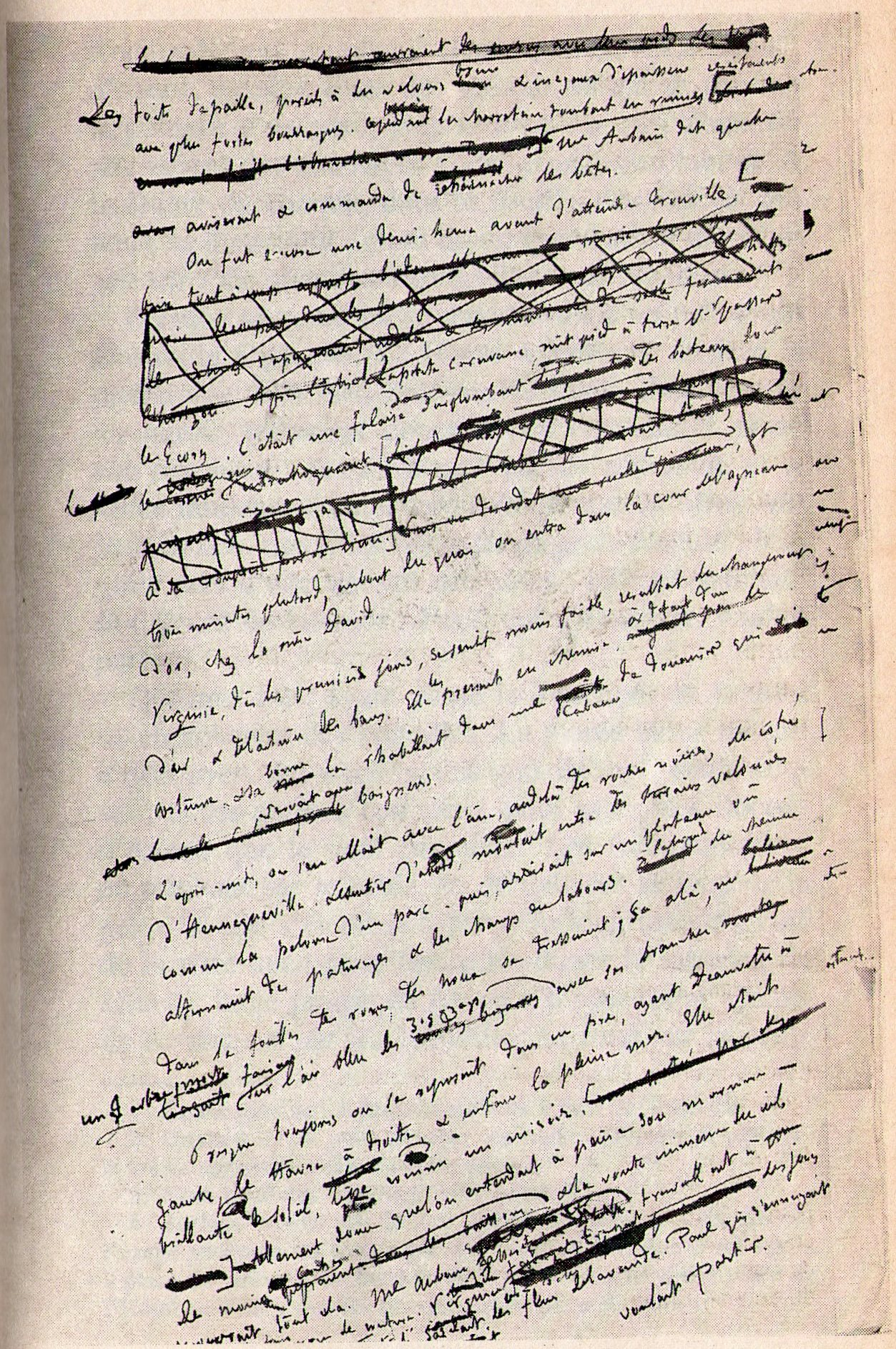
Страница рукописи повести Флобера «Простое сердце»

В 1875—1876 годах, прервав утомительную работу над романом «Бувар и Пекюше», Флобер пишет повести «Легенда о св. Юлиане Странноприимце», «Простое сердце» и «Иродиада». Первоначально опубликованные в различных журналах, они затем были изданы 24 апреля 1877 года в издательстве Жоржа Шарпантье в одном томе под названием «Три повести». Таким образом, автор рассматривал эти произведения, при всей их несхожести, как единый цикл. Они были созданы в один из наиболее тяжёлых периодов в жизни Флобера, когда проблемы со здоровьем осложнялись ещё и значительными материальными трудностями. Как известно из переписки Флобера, а также свидетельств Эмиля Золя и Ги де Мопассана, сам писатель считал свою работу над этими повестями фактически отдыхом.
Писатель работал над произведением в своей обычной манере, тщательно изучая источники, собирая необходимые материалы и упорно трудясь над каждой страницей текста. В марте 1876 года он писал Роже де Женетт: «Я никак не могу сдвинуть с места „Историю простой души“, вчера я работал шестнадцать часов, сегодня — весь день и только нынче вечером наконец дописал первую страницу». С целью освежить свои детские и юношеские впечатления он предпринял поездку в Нормандию.
По поводу замысла повести Флобер писал в августе 1876 года Морису Санду, что он начал писать её для Жорж Санд «исключительно ради неё, только чтобы понравиться ей», однако та умерла в июне ещё до окончания его работы. Вернувшись с её похорон, Флобер с большим воодушевлением принялся за написание повести, которая является своеобразным продолжением споров писателей о литературе и в частности о том, каким должен быть герой литературного произведения. Эти споры, в которых проявлялась несхожесть их художественных подходов и методов работы, во многом касались того, как следует изображать персонажа из народа. Взгляды обоих писателей на этот вопрос были различны. Жорж Санд порицала излишний, на её взгляд, пессимизм и скептицизм Флобера, его «объективный метод», описывающий человека в мрачных и внешне непривлекательных тонах, а также чрезмерную сухость повествования. Флобер, не принимавший оптимизма Жорж Санд, напротив, полагал, что, создавая в повести образ простой женщины без прикрас, пороков и губительных страстей, как раз и следовал настойчивым рекомендациям своего друга.

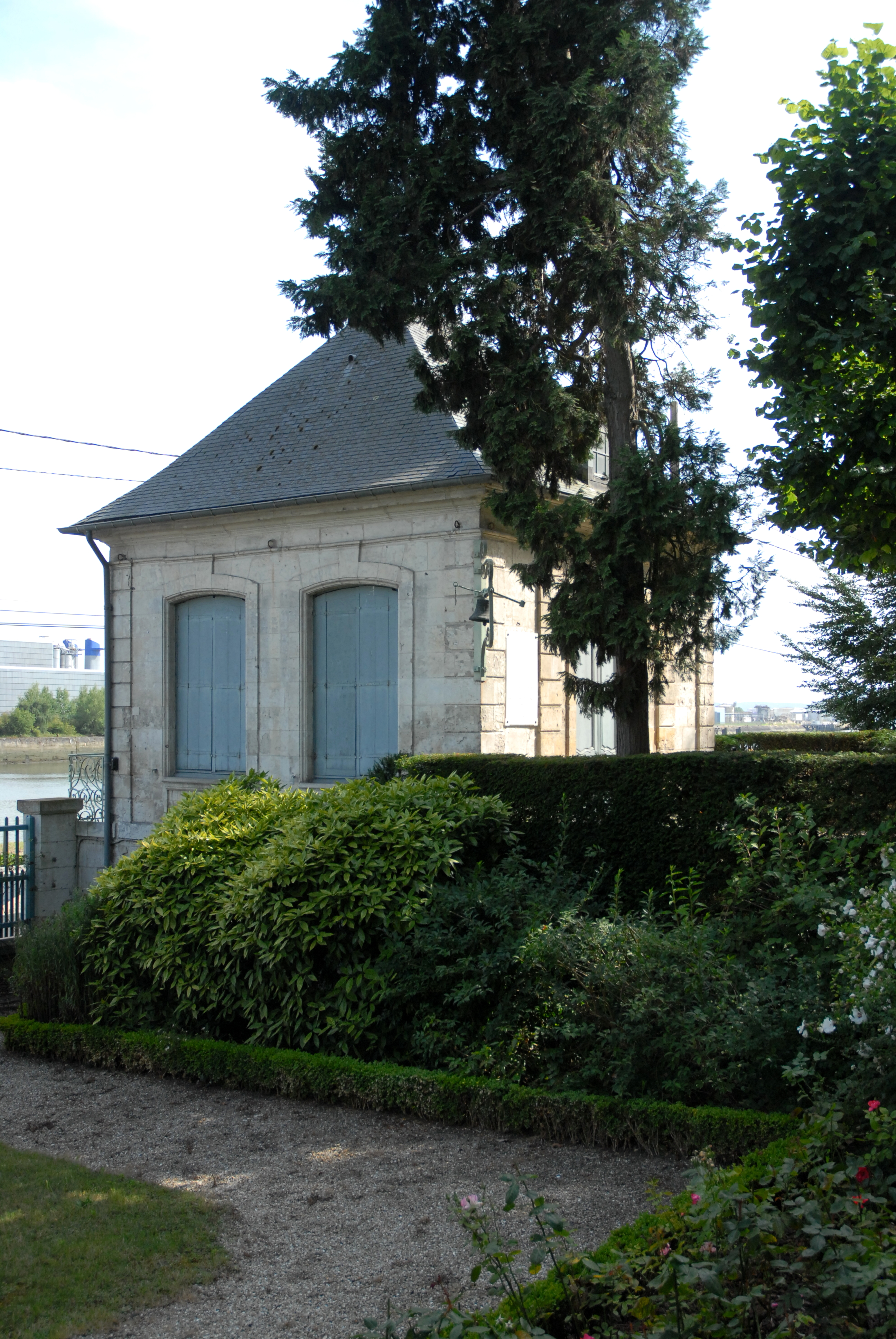
Летний дом Флобера в Круассе, возле Руана, где он любил работать над своими книгами. В настоящее время музей писателя

В корреспонденции Флобера сохранились авторские характеристики и оценки повести. В письме к Роже де Женетт от 19 июня 1876 году он писал из своего дома в Круассе близ Руана о своём произведении следующее:
История простой души — это не более как рассказ о незаметной жизни бедной крестьянской девушки, богомольной и мистически настроенной, преданной без всякой экзальтации и нежной, как свежий хлеб. Она последовательно любит мужчину, детей своей хозяйки, племянника, старика, за которым ухаживает, попугая. Когда попугай погибает, она заказывает его чучело и, умирая, смешивает его со святым духом. В этом нет никакой иронии, как Вы полагаете — всё это очень печально и очень серьёзно. Я хочу разжалобить, вызвать слезы у чувствительных душ, имея сам чувствительную душу.
17 августа 1876 года Флобер сообщает своей племяннице Каролине Комменвиль, что накануне он закончил повесть и в настоящее время занят тем, что переписывает её: «Только сейчас почувствовал я, до чего утомился; дышу тяжело, точно вол после усиленной пахоты!».
Известно, что во время написания повести чучело попугая, которое Флобер на время одолжил в Руанском музее, стояло на столе писателя и вдохновило его на создание образа попугая Лулу — любимца главной героини: «На моем столе вот уже месяц стоит чучело попугая, дабы я мог описывать его с натуры. Это зрелище начинает утомлять меня. Но пока я оставляю его, чтобы сохранился в голове образ». Ещё раньше в знакомой семье в Трувиле писатель видел чучело попугая, любимца их служанки, и слышал историю женщины, отчасти послужившей прототипом для его Фелисите. Анри Труайя также находит некоторые биографические мотивы из жизни писателя и их литературное претворение в повести, в которой, по его мнению, описываются некоторые воспоминания детства писателя. Он полагает, что здесь выведены под другими именами некоторые родственники и знакомые Флобера: «Дочь и сын графа — это он сам и его сестра Каролина, которую он так любил. Маркиз де Греманвиль — его прадед Шарль-Франсуа Фуэ, который больше известен под именем советника Креманвиля. Даже попугай Лулу был в семье Барбе. Чтобы погрузиться в пейзаж своего рассказа, Флобер совершает в апреле путешествие в Пон-л’Евек и в Онфлёр».

## Сюжет
Главная героиня повести Фелисите — скромная и необразованная, но добрая и отзывчивая служанка: «За сто франков в год она стряпала, убирала комнаты, шила, стирала, гладила; она умела запрягать лошадь, откармливать птицу, сбивать масло и оставалась верна своей хозяйке, хотя та была особа не из приятных». Обманутая женихом, который обещал на ней жениться, своим первым и последним мужчиной, она долго прислуживает госпоже Обен. Пожилая вдова Обен после смерти мужа в 1809 году, по причине оставшихся после него долгов, вынуждена была распродать недвижимое имущество, оставив за собой две фермы, и переехала в старинный семейный дом в Пон-л’Эвек, где проживала с двумя детьми и своей верной служанкой. Фелисите, ещё в детстве оставшись без родителей, испытала на своём веку многие превратности, которые стойко переносила, находя утешение в религии, труде и детях своей хозяйки — Поле и Виргинии.

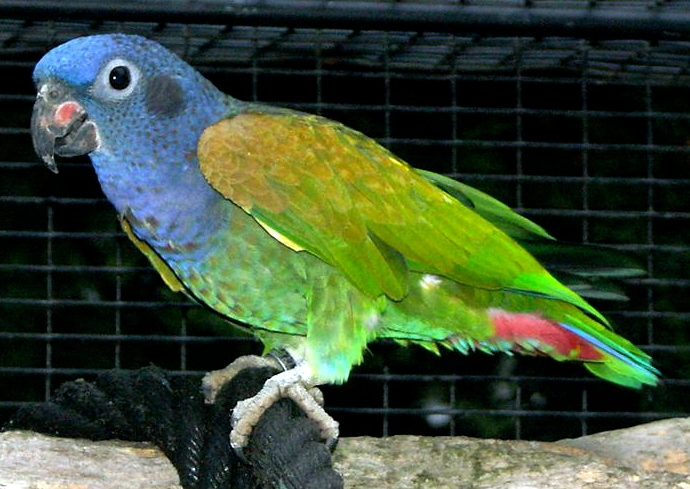
Синеголовый красногузый попугай, подходящий под описание Флобера: «Его звали Лулу. У него было зелёное тельце, розовые кончики крыльев, голубой лобик и золотистая шейка».

Повзрослев, Поль стал учиться в коллеже Кана, а Фелисите очень скучала о нём и стала ежедневно водить девочку на уроки Закона Божия, где приобщилась к религии. Она с благоговением слушала рассказы священника о Библии: «посевы, жатва, орудия виноградарей — все эти обыденные события и предметы, о которых говорится в Евангелии, были ей близки, а присутствие Бога освятило их…». Позже госпожа Обен решила поместить Виргинию в пансион урсулинок в Онфлёре, чтобы дать той образование. Обе женщины — мать и Фелисите — очень скучали по ней. С согласия хозяйки Фелисите стала приглашать к себе своего племянника Виктора, который приходил к ней по воскресеньям, и радовалась каждый раз, когда его видела. Впоследствии Виктор стал юнгой на корабле. Дети госпожи Обен вернулись домой на каникулы, но так как они повзрослели, между ними и Фелисите уже не было прежнего взаимопонимания. Тем временем Виктор умер за морем от жёлтой лихорадки. Позже Виргиния умирает от воспаления лёгких, также уходят из жизни многие знакомые и родственники госпожи Обен и Фелисите. Поль не работал, пил и делал долги, а мать платила за него. Самым настоящим счастьем для Фелисите стало появление в доме попугая Лулу: «…ведь его привезли из Америки, а это слово напоминало ей Виктора». После того как птица надоела хозяйке, та отдала её Фелисите. Попугай выучил несколько фраз, свободно разгуливал по двору и был утешением и отрадой для старой служанки, которая в довершение всех бед оглохла. Зимой 1837 года попугай умер, и это было для неё большим ударом — Фелисите так убивалась, что хозяйка предложила сделать из него чучело. После того как из Лулу сделали великолепное на её взгляд чучело, Фелисите спрятала его в своей комнате, которая «напоминала и молельню и базар», а попугай был прикреплён к дощечке и помещён на выступе камина, откуда своим видом он утешал старую женщину. В церкви она смотрела на изображения Святого Духа и заметила, что он имеет некоторое сходство с её Лулу, что особенно было заметно на эпинальском образке Крещения. Купив образок, она повесила его у себя в комнате и стала на него молиться: «Теперь она их уже не разделяла: попугай благодаря сходству со Святым Духом стал для неё священным, а Святой  Дух — живее и понятнее». По её мнению, Бог-отец не мог сделать своим посланцем голубя, так как голуби не умеют говорить; таким образом он, скорее всего, избрал для этой миссии одного из предков Лулу.
В марте 1853 года умерла госпожа Обен, которую её преданная служанка очень сильно оплакивала. По завещанию от своей хозяйки она получила ежегодную пенсию и осталась жить в доме, который из-за отсутствия ухода постепенно приходил в негодность. Из-за сырости в доме Фелисите сильно заболела и уговорила побывавшего у неё священника по случаю проведения праздника Тела Христова возложить чучело её Лулу на один из престолов. Служанке поднесли чучело попугая, чтобы она простилась с ним. Само чучело было уже сильно повреждено, так как черви пожирали его, крыло было сломано и из живота вылезла пакля, но Фелисите ничего этого уже не видела. Один из престолов находился в её дворе, к которому пришла религиозная процессия, и на него был возложен Лулу, весь усыпанный розами. Во время проведения религиозного ритуала во дворе её дома старая служанка умирала: «И когда Фелисите испускала последний вздох, ей казалось, что в разверстых небесах огромный попугай парит над её головой».

## Критика
После издания повести имели во Франции довольно значительный успех (особенно у критики), что в целом было нехарактерно для восприятия творчества Флобера современной ему читающей публикой и критикой, однако писатель находясь в тяжёлом материальном положении рассчитывал на большие продажи. Первоначально Флобер предполагал, что повесть на русский язык переведёт его друг И. С. Тургенев, но последний решил отказаться от «Простого сердца», частично по цензурным соображениям (по его словам, в этой повести «глуповатая забитая служанка» смешивает попугая с голубем, изображающим Святой Дух), но также и по художественным причинам, так как посчитал, что она менее удачна. В итоге Тургенев лично перевёл «Святого Юлиана» и «Иродиаду».  
Максим Горький в своей статье «О том, как я учился писать» (1928) указывал, что на него большое влияние оказала «большая» французская литература в лице её главных представителей Стендаля, Бальзака и Флобера — «это действительно гениальные художники, величайшие мастера формы, таких художников русская литература ещё не имеет». Горький вспоминал, какое огромное впечатление произвела на него повесть «Простая душа» в юности:
Я был совершенно изумлён рассказом, точно оглох, ослеп, — шумный весенний праздник заслонила передо мной фигура обыкновеннейшей бабы, кухарки, которая не совершила никаких подвигов, никаких преступлений. Трудно было понять, почему простые, знакомые мне слова, уложенные человеком в рассказ о „неинтересной“ жизни кухарки, — так взволновали меня? В этом был скрыт непостижимый фокус, и, — я не выдумываю, — несколько раз, машинально, как дикарь, я рассматривал страницы на свет, точно пытаясь найти между строк разгадку фокуса.
Сама повесть занимает центральное место в сборнике коротких повестей Флобера и даже считается некоторыми литературоведами одним из лучших произведений писателя: «Никогда ещё он не достигал такой простоты выразительных средств, никогда ещё не вкладывал такого глубокого лиризма и такой теплоты чувств в столь скудный, столь неблагодарный материал», — писал известный исследователь французской литературы Б. Г. Реизов. Сомерсет Моэм в своей книге «Десять романистов и их романы» в эссе, посвящённом Флоберу, охарактеризовал повесть как «редкостное по мастерству» сочинение.
Многие исследователи считают, что в образе главной героини Фелисите заявлена тема святости. По мнению литературоведа Р. Г. Назирова: «В форме натуралистической новеллы Флобер создал житие святой. Фелисите — это неузнанная святая, Sancta Simplicitas, укор циничным эгоистам, окружавшим стареющего Флобера». Реизов указывал, что в данной повести автор хотел показать «конфликт святого чувства и отвратительной среды».

## Рецепция
- Р. Г. Назиров, анализируя флоберовские мотивы в творчестве Чехова, приходит к выводу о влиянии Флобера, в частности, на рассказ «Душечка» (1898), который он относит к криптопародии или конструктивной пародии, то есть пародии, превышающей задачу осмеяния чужого текста. И в новелле Флобера, и в рассказе Чехова изображена любовь, которая растворяется в своих объектах и после их утраты довольствуется неадекватной заменой. У Фелисите это чучело попугая, у Оленьки её недалёкий мальчик. По его мнению, Чехов использовал некоторые мотивы «Простой души» и отчасти её сюжетную структуру, но при этом стремился к прозаичности, намеренно депоэтизируя её[15].

- В романе Джулиана Барнса «Попугай Флобера» (1984), который в критике называют литературным «манифестом постмодернизма»[16] главный герой Джеффри Брейтуэйт, страстный поклонник французского писателя, посещает места, связанные с его жизнью и творчеством, и занят поисками чучела именно того попугая, который был использован Флобером при написании его повести. Следует отметить, что английский писатель вообще большой поклонник творчества Флобера — писал о нём статьи, предисловия к английским изданиям, литературоведческие эссе.

## Экранизация
- Простая душа (2008) — фильм французского кинорежиссёра Марион Лэн (Marion Laine) с Сандрин Боннер в роли Фелисите[17].